# Себастјен Грожан
Себастјен Рене Грожан (фр. Sébastien René Grosjean; 29. мај 1978) бивши је француски тенисер. Најбољи пласман на АТП листи му је четврто место које је заузимао 28. октобра 2002. У каријери је освојио четири титуле у синглу и пет у дублу.

## Финала завршног првенства сезоне

### Појединачно: 1 (0–1)
| Исход     | Бр. | Година | Турнир | Подлога   | Противник    | Резултат      |
| --------- | --- | ------ | ------ | --------- | ------------ | ------------- |
| Финалиста | 1.  | 2001.  | Сиднеј | Тврда (д) | Лејтон Хјуит | 3–6, 3–6, 4–6 |

## Финала АТП мастерс 1000 серије

### Појединачно: 2 (1–1)
| Исход     | Бр. | Година | Турнир | Подлога   | Противник           | Резултат                     |
| --------- | --- | ------ | ------ | --------- | ------------------- | ---------------------------- |
| Финалиста | 1.  | 1999.  | Мајами | Тврда     | Рихард Крајичек     | 6–4, 1–6, 2–6, 5–7           |
| Победник  | 1.  | 2001.  | Париз  | Тепих (д) | Јевгениј Кафељников | 7–6(7–3), 6–1, 6–7(5–7), 6–4 |

### Парови: 1 (1–0)
| Исход    | Бр. | Година | Турнир       | Подлога | Партнер     | Противници             | Резултат      |
| -------- | --- | ------ | ------------ | ------- | ----------- | ---------------------- | ------------- |
| Победник | 1.  | 2004.  | Индијан Велс | Тврда   | Арно Клеман | Вејн Блек Кевин Улијет | 6–3, 4–6, 7–5 |

## АТП финала

### Појединачно: 13 (4–9)
| Легенда                        |
| ------------------------------ |
| Гренд слем турнири (0–0)       |
| Завршно првенство сезоне (0–1) |
| АТП мастерс 1000 (1–1)         |
| АТП 500 (0–1)                  |
| АТП 250 (3–6)                  |

| Финала по подлози |
| ----------------- |
| Тврда (1–4)       |
| Шљака (0–3)       |
| Трава (1–2)       |
| Тепих (2–0)       |

| Финала по локацији |
| ------------------ |
| Отворено (1–7)     |
| Дворана (3–2)      |

| Исход     | Бр. | Датум              | Турнир                   | Подлога   | Противник           | Резултат                     |
| --------- | --- | ------------------ | ------------------------ | --------- | ------------------- | ---------------------------- |
| Финалиста | 1.  | 28. март 1999.     | Мајами, САД              | Тврда     | Рихард Крајичек     | 6–4, 1–6, 2–6, 5–7           |
| Финалиста | 2.  | 2. мај 1999.       | Атланта, САД             | Шљака     | Штефан Кубек        | 1–6, 2–6                     |
| Финалиста | 3.  | 16. април 2000.    | Казабланка, Мароко       | Шљака     | Фернандо Висенте    | 4–6, 6–4, 6–7(3–7)           |
| Победник  | 1.  | 25. јун 2000.      | Нотингем, В. Британија   | Трава     | Бајрон Блек         | 7–6(9–7), 6–3                |
| Финалиста | 4.  | 18. фебруар 2001.  | Марсеј, Француска        | Тврда (д) | Јевгениј Кафељников | 6–7(5–7), 2–6                |
| Победник  | 2.  | 4. новембар 2001.  | Париз, Француска         | Тепих (д) | Јевгениј Кафељников | 7–6(7–3), 6–1, 6–7(5–7), 6–4 |
| Финалиста | 5.  | 18. новембар 2001. | Сиднеј, Аустралија       | Тврда (д) | Лејтон Хјуит        | 3–6, 3–6, 4–6                |
| Победник  | 3.  | 27. октобар 2002.  | Санкт Петербург, Русија  | Тврда (д) | Михаил Јужни        | 7–5, 6–4                     |
| Финалиста | 6.  | 15. јун 2003.      | Лондон, В. Британија     | Трава     | Енди Родик          | 3–6, 3–6                     |
| Финалиста | 7.  | 5. октобар 2003.   | Токио, Јапан             | Тврда     | Рајнер Шитлер       | 6–7(5–7), 2–6                |
| Финалиста | 8.  | 13. јун 2004.      | Лондон, В. Британија (2) | Трава     | Енди Родик          | 6–7(4–7), 4–6                |
| Финалиста | 9.  | 24. април 2005.    | Хјустон, САД             | Шљака     | Енди Родик          | 2–6, 2–6                     |
| Победник  | 4.  | 28. октобар 2007.  | Лион, Француска          | Тепих (д) | Марк Жикел          | 7–6(7–5), 6–4                |

### Парови: 7 (5–2)
| Легенда                        |
| ------------------------------ |
| Гренд слем турнири (0–0)       |
| Завршно првенство сезоне (0–0) |
| АТП мастерс 1000 (1–0)         |
| АТП 500 (0–0)                  |
| АТП 250 (4–2)                  |

| Финала по подлози |
| ----------------- |
| Тврда (3–1)       |
| Шљака (1–0)       |
| Трава (0–0)       |
| Тепих (1–1)       |

| Финала по локацији |
| ------------------ |
| Отворено (3–0)     |
| Дворана (2–2)      |

| Исход     | Бр. | Датум             | Турнир              | Подлога   | Партнер          | Противници                    | Резултат      |
| --------- | --- | ----------------- | ------------------- | --------- | ---------------- | ----------------------------- | ------------- |
| Победник  | 1.  | 16. април 2000.   | Казабланка, Мароко  | Шљака     | Арно Клеман      | Ларс Бургсмилер Ендру Пеинтер | 7–6(7–4), 6–4 |
| Финалиста | 1.  | 14. октобар 2001. | Лион, Француска     | Тепих (д) | Арно Клеман      | Данијел Нестор Ненад Зимоњић  | 1–6, 2–6      |
| Победник  | 2.  | 28. јул 2002.     | Лос Анђелес, САД    | Тврда     | Никола Кифер     | Џастин Гимелстоб Микаел Љодра | 6–4, 6–4      |
| Победник  | 3.  | 16. фебруар 2003. | Марсеј, Француска   | Тврда (д) | Фабрис Санторо   | Томаш Цибулец Павел Визнер    | 6–1, 6–4      |
| Победник  | 4.  | 21. март 2004.    | Индијан Велс, САД   | Тврда     | Арно Клеман      | Вејн Блек Кевин Улијет        | 6–3, 4–6, 7–5 |
| Победник  | 5.  | 28. октобар 2007. | Лион, Француска     | Тепих (д) | Жо-Вилфрид Цонга | Лукаш Кубот Ловро Зовко       | 6–4, 6–3      |
| Финалиста | 2.  | 1. новембар 2009. | Лион, Француска (2) | Тврда (д) | Арно Клеман      | Жилијен Бенето Никола Маи     | 4–6, 6–7(6–8) |

## Остала финала

### Тимска такмичења: 3 (1–2)
| Исход     | Бр. | Датум                            | Турнир                          | Подлога   | Партнери                                    | Противници                                                   | Резултат |
| --------- | --- | -------------------------------- | ------------------------------- | --------- | ------------------------------------------- | ------------------------------------------------------------ | -------- |
| Финалиста | 1.  | 3–5. децембар 1999.              | Дејвис куп, Ница, Француска     | Шљака (д) | Оливје Делетр Седрик Пиолин Фабрис Санторо  | Тод Вудбриџ Марк Вудфорд Марк Филипусис Лејтон Хјуит         | 2–3      |
| Победник  | 1.  | 30. новембар – 2. децембар 2001. | Дејвис куп, Мелбурн, Аустралија | Трава     | Седрик Пиолин Фабрис Санторо Никола Ескиде  | Лејтон Хјуит Патрик Рафтер Вејн Артурс Тод Вудбриџ           | 3–2      |
| Финалиста | 2.  | 29. новембар – 1. децембар 2002. | Дејвис куп, Париз, Француска    | Шљака (д) | Никола Ескиде Фабрис Санторо Пол-Анри Матје | Марат Сафин Јевгениј Кафељников Михаил Јужни Андреј Стољаров | 2–3      |